# Trábea

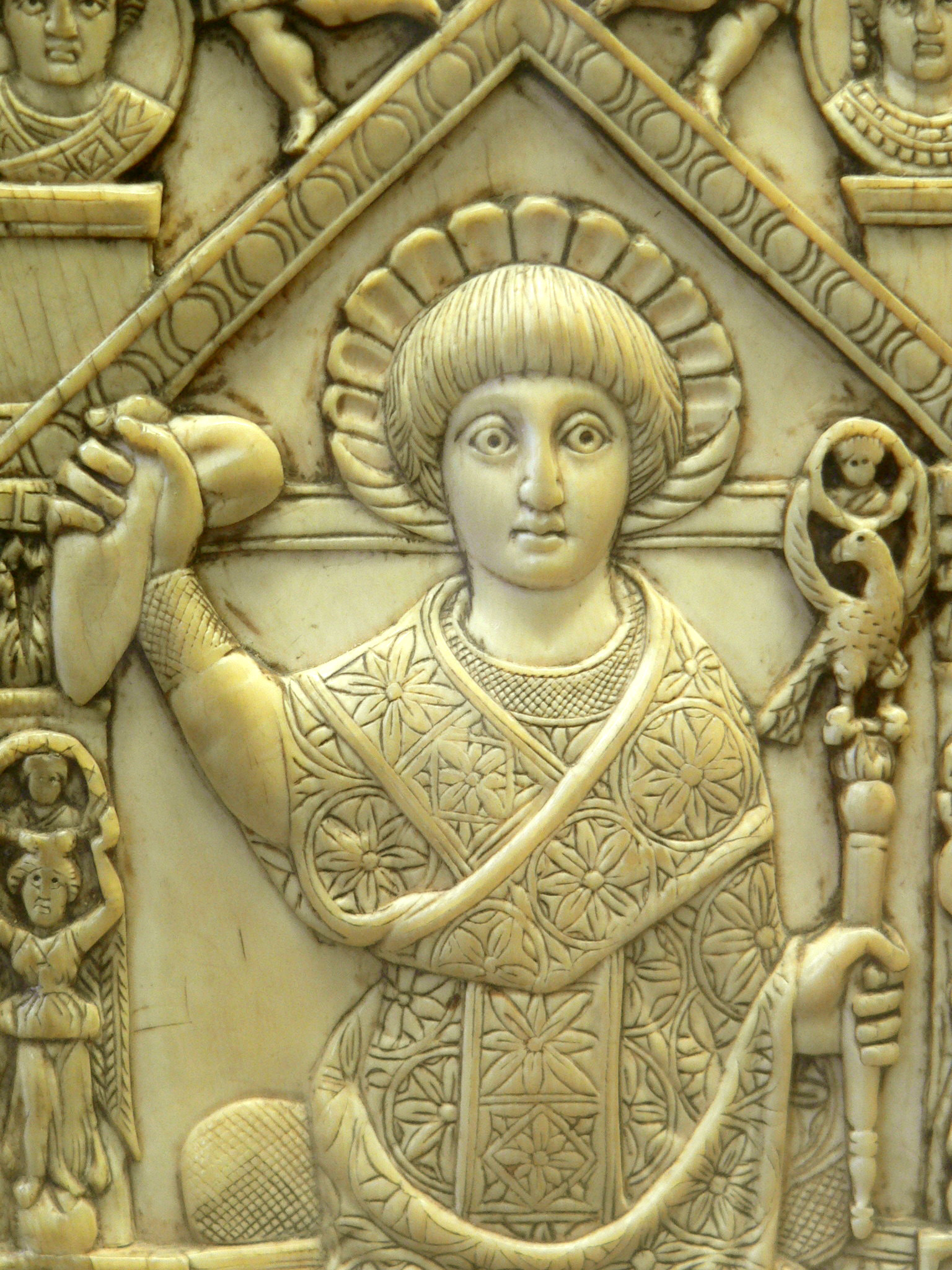
Díptico do cônsul Anastácio trajando a trábea triunfal. c. 517

Trábea (em latim: trabea; pl. trabeae), por vezes referida como toga trábea (toga trabea), trábea augural (trabea auguralis) trábea triunfal (trabea triumphalis) ou trábea consular (trabea consularis), era uma tipo de toga cerimonial da indumentária da Roma Antiga, provavelmente derivada da tebena etrusca. Esteve associada com os reis de Roma e mais tarde com certos sacerdotes (sálios e áugures) e cônsules quando participando de solenidades públicas como a abertura do Templo de Jano. Durante a República Romana Tardia e o Império Romano, a trábea também seria utilizava pelos equestres, razão pela qual eram por vezes chamados trabeatas (trabeati), quando participavam da procissão da cavalaria (transvectio equitum) e a parada militar da cavalaria (decursio equitum) do funeral de Antonino Pio (r. 138–161).
A trábea era ornamentada com listras horizontais púrpuras. Segundo Mário Sérvio Honorato havia três tipos: uma totalmente púrpura, que era sagrada para os deuses; uma púrpura e branca, que servira como roupão real e esteve vinculada a Latino e aos reis de Roma, principalmente Rômulo; e uma púrpura e açafrão/escarlate que era utilizada pelos sacerdotes. Sua forma é imprecisa e ainda gera debate entre os estudiosos: poderia ser um curto manto arredondado preso com uma fíbula, uma toga curta que alcançava até os joelhos ou o Cinto Gabino (Cinctus Gabinus), apropriado para atividades militares.
Pelos fins da República Romana, Júlio César assumiria a trábea púrpura como sua indumentária oficial, uma prática posteriormente incorporada pelos imperadores romanos. Nos dípticos consulares dos séculos V e VI, a trábea continua a ser representada, porém seu desenho é mais articulado que as togas do século IV. Segundo o escritor dos séculos IV e V Claudiano, as trábeas do período eram cravejadas em pedras preciosas e brilhavam em ouro e púrpura. Elas permaneceram em uso até pelo menos o século VII, quando foram substituídas pelo loros.